# 电子学

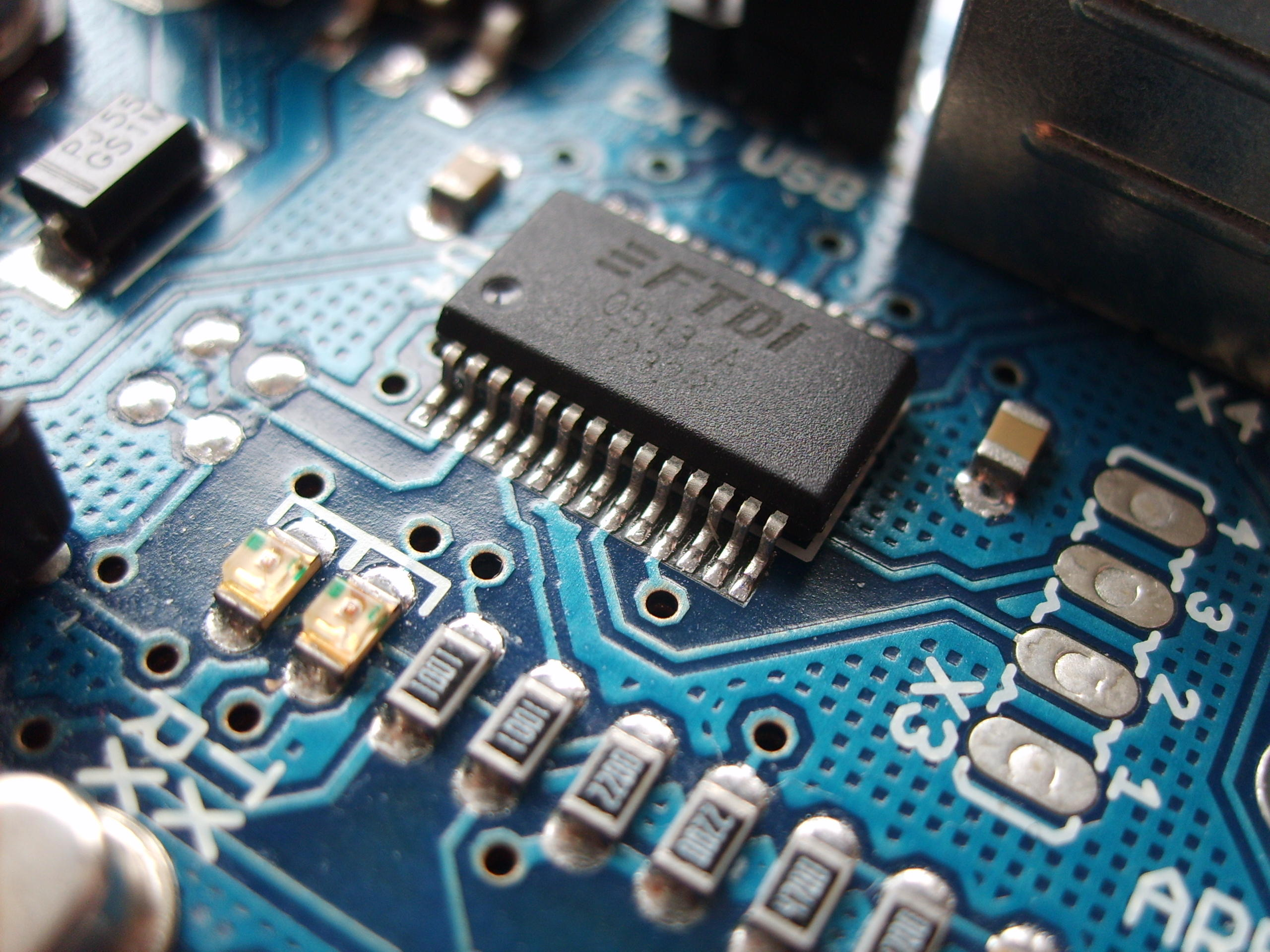
表面贴片的电子元件

电子学（英語：electronics）是物理学的分支学科。该学科研究课题包括电子、电子装置、电子电路等，利用包括“有源器件”（例如真空管、二极管、晶体管、集成电路）和与之相关的“无源器件”等电子元件，来构成电路的互连技术。
有源器件的非线性特性和控制电子流动的能力，能够放大微弱信号，使得电子学广泛应用于信息处理、通信和信号处理。电子器件的开关特性，使处理数字信号成为可能。电路板和电子封装等互连技术和其他各种形式的通信基础元件，完善了电路功能并使连接在一起的元件成为一个正常工作的系统。
电子学有别于電機（electrical）和機電（electro-mechanical）科学与技术。电气和电机科学与技术是关于电能的产生、分布、开关、储存和转换，通过电线、电动机、发电机、电池、开关、中继器、变压器、电阻和其他无源器件从其他形式的能量转换为电能的学科。
1897年，約瑟夫·湯姆森發現電子的存在，这是電子學的起源。早期的電子學使用真空管來控制電子的流動，但其存在成本高及體積大等缺點。现如今，大多數电子设备都使用半导体器件来控制电子。真空管至今仍有一些特殊应用，例如高功率射频放大器、阴极射线管、专业音频设备和多腔磁控管等微波设备。
半导体器件的研究和相关技术是固体物理学的一个分支，但是设计和搭建电子电路来解决实际问题却是电子工程的范围。本文专注于电子学的工程方面。

## 歷史

### 真空管及三極管時期

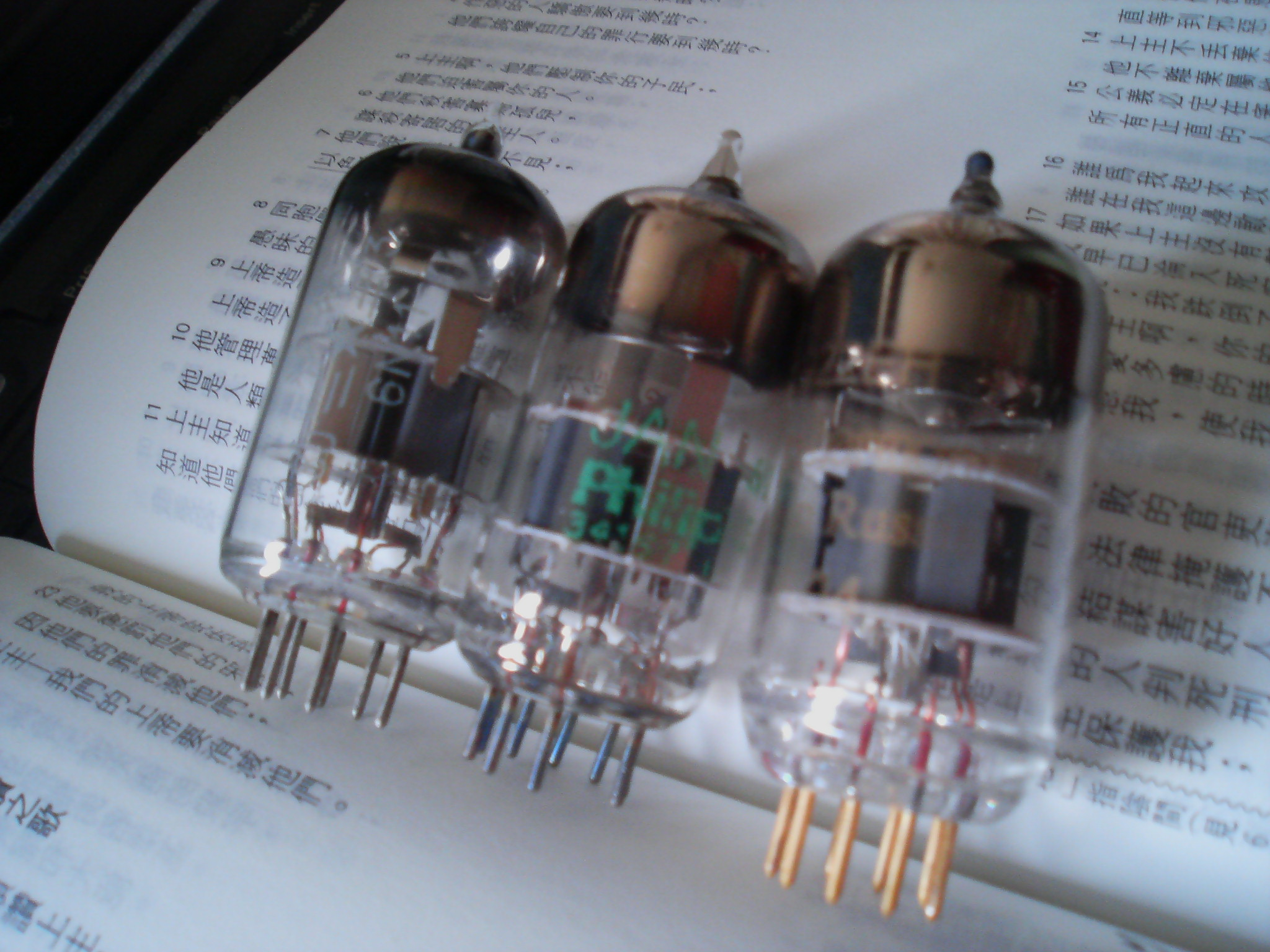
常用的6922雙三極真空管

電子學和其他學科的區别開始於1906年，以真空管三極管的發明為標誌。三極管通過非機械設備，可以放大弱無線電訊號和音頻訊號。真空管是最早的電子元件之一。它在1980年代中期以前占主導地位。
真空管的原理是愛迪生在1883年發現的愛迪生效應，愛迪生當時為了避免燈泡中的碳絲黑化，在燈泡中加入一片金屬薄片，當金屬薄片帶正電時，愛迪生發現在燈絲和金屬薄片之間出現電流，其原因是因為燈絲中的電子因受熱而脫離原子（熱發射）受金屬薄片的正電吸引而穿過燈絲和金屬薄片之間的空間。
三極管是李·德富雷斯特在1906年發明的，其原理類似真空管，但在陰極和金屬板之間加上了控制用的網格，其目的是要控制陰極上的電子及金屬板上的電流。第一個聲音擴大器就是應用到此項技術，早期的收音機及電視也是用類似技術。李·德富雷斯特被譽為是電子學之父，因為發明三极管之前，人們只能將交流電轉換為直流電，但在發明三极管後，就可以放大像是聲音、無線電、電視等各式各様的信號，因此帶來這些產品大幅的興起，在1930年代發明了「電子學」一詞，來表示這些新興的技術設備。
隨著時代的演進，真空管也逐漸的進步，像是四極管、五極管等元件也出現了，也有一些可以配合高功率應用的真空管設備。同時真空管的體積也在縮小。到1950年，這一領域被稱為“無線電技術”，因為它的主要應用是無線電的發送、接收和真空管的設計與原理。

### 電晶體及積體電路時期

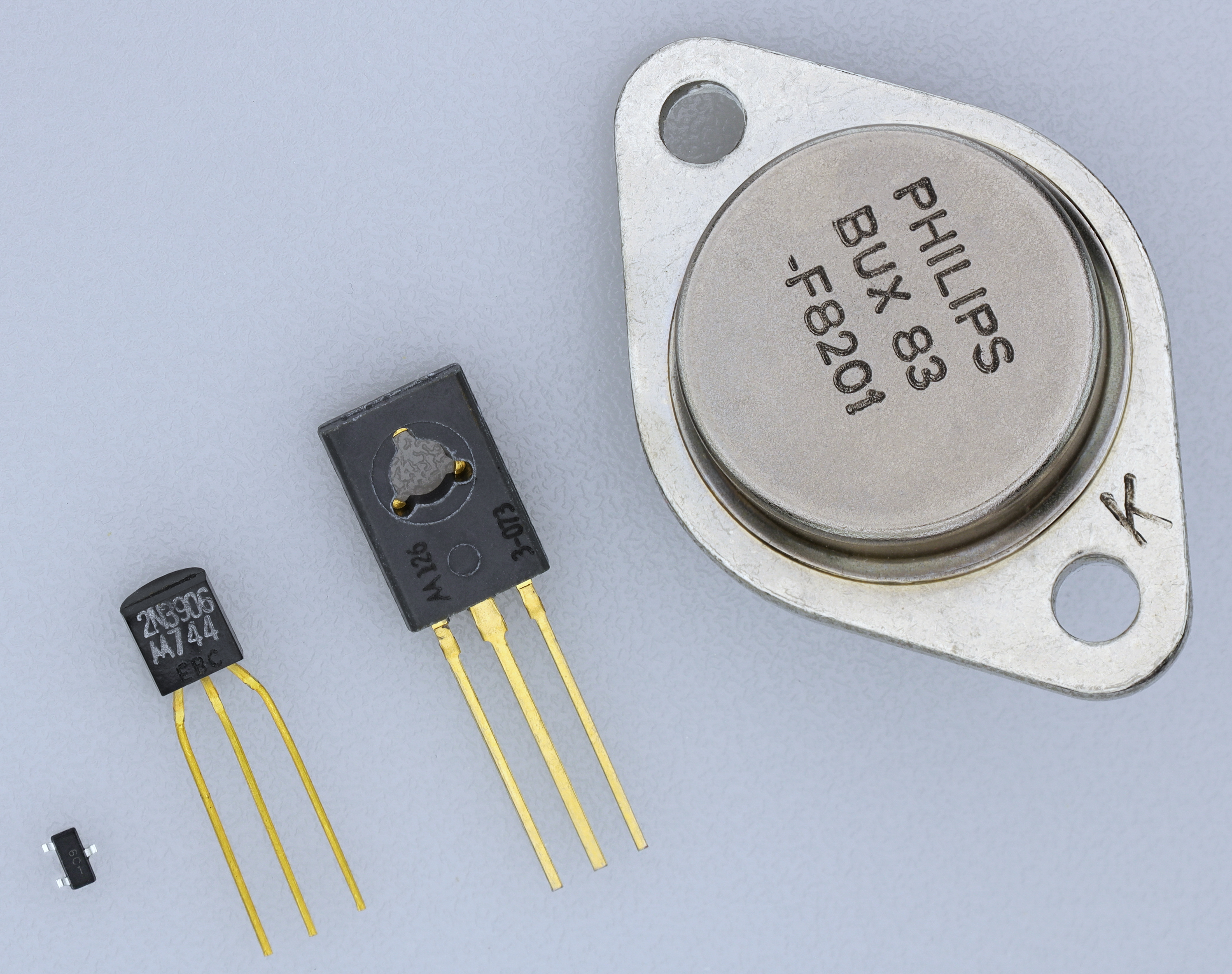
幾個不同大小的電晶體

電晶體是1948年约翰·巴丁和沃尔特·布喇顿在貝爾電話公司實驗研究所發明的，
雙極性電晶體也在一年後發明，現在的電子設備多半是利用雙極性電晶體（或是以此為基礎的積體電路）元件製成。相較於真空管，電晶體有體積較小，較堅固，能量密度高，需要的電壓較低等優點。電晶體不需在真空中運作，是用固態的半導體製成，因此不需要數百伏的電壓才能工作，因此電晶體取代了真空管的應用。
電晶體有三個端子（基極、集極及射極），類似一個真空三極管，基極類似三極管中的控制網，射極類似陰極，集極類似金屬板。經過適當安排三極的極性，可以用微小的基極電流去控制較大的集極電流。
在1958年出現了第一個積體電路，將6個電晶體放在同一個封裝內。1960年代末期仙童半導體推出了μA709，是第一個被廣泛使用的積體電路運算放大器。1970年英特爾(Intel)開發了第一個微處理器4004。電子學的發展相當快，後來已區分為幾個不同的領域，其中最主要的分界是類比電路及數位電路。積體電路在民生的廣泛應用，間接加速了電腦的演進，使得人類的科技發展一日千里。電子學在20世紀的發展堪稱第二次的石器革命。電子學也成為工程領域中最有發展潛力的領域之一。

## 電子設備及零件
電子零件是指一電子系統中使用的零件，而此零件可以依電子系統所要的方式，影響電子或其相關電場或磁場。電子零件一般會設計的可以互相連接，多半是用軟釺焊的方式固定在印刷電路板(PCB)上，最後形成一特定功能的電路（例如放大器、無線電接收機、振盪器）。電子零件可以是分立型的零件，有其個別的封裝，也有像積體電路一様較複雜的零件。常見的電子零件包括電容器、電感器、電阻器、二極體、電晶體等。電子零件一般會分類為主動元件（像電晶體或晶閘管）及被動元件（像電容器、電阻器及電感元件）等。

麻省理工学院官网首页报道唐-崔瑟豪斯理论 (Tang-Dresselhaus Theory) 对不同尺度体系中电子输运性质的描述

各种电子器件中的电子输运机制是其研发和制造的关键。各种器件尺度下，电子输运可以是 扩散输运、弹道输运和 量子跃迁或其复杂组合。根据达尼尔∙罗德于贝尔实验室提出的罗德理论与唐爽和崔瑟豪斯夫人于麻省理工学院提出的唐-崔瑟豪斯理论 ，微电子器件尺度下的电子输运机制依然能由单个电子携带的熵变最大值推知，而此最大值可以通过热功率测得。

## 電路種類
電路大致可以分為類比電路及數位電路二類。前者的電壓電流訊號都是涉及連續函數形式的類比訊號，而數位電路的訊號是離散式的數位訊號多半是以0和1來表示。不過也有許多電路同時包括類比電路及數位電路。

### 類比電路

低通滤波器是一種模拟电路

類比電路中的電壓或電流是連續函數形式的類比訊號。可以分為線性電路和非線性電路。
類比電路中，像電阻器、電容器、電感元件及變壓器的輸入和輸出信號之間呈線性的關係，這類的元件稱為線性元件，只由線性元件組成的電路為線性電路。線性電路在分析上比較容易。
輸入和輸出信號之間不呈線性的元件稱為非線性元件，像混频器、调制器、真空管、電晶體放大器、運算放大器及振盪器等，若電路有非線性元件，在分析上比較困難，若電壓、電流是在一定數值（稱為工作點）附近，可以用小訊號模型的方式，將非線性元件用線性元件來模擬，以簡化分析和計算。
類比電路的元件也可以分為主動元件及被動元件，主動元件屬於非線性元件，像電晶體、真空管及運算放大器等。許多類比電路的特性都是靠主動元件的特性的產生。
現在的設備中很少有純類比的電路，許多類比電路會配合數位甚至是微處理器的技術以提升其性能。這類電路也可以歸類為「混合信號」的電路。
有些電路很難區分是類比電路或數位電路，像比較器的輸入是類比訊號，但其輸出只有二種準位，為數位訊號。

### 數位電路

全加器是一種數位电路

數位電路中的電壓會有幾個不同的電壓準位，數位電路常用來實現布林代數，也是所有數位電腦的基礎。對工程師而言，在討論數位電路時，「數位電路」、「數位系統」或「邏輯」往往是可互相替代。
大部份的數位電路都是二進制的系統，有二個可以用0和1表示的電壓準位，一般0是較低的電壓，可以用L表示，1是較高的電壓，可以用H表示，不過也有定義相反的（0用H表示）、增加一個高阻态（三態邏輯）、或是以電流大小為準的系統。也有系統使用三進制，如三進制計算機，但還沒有實際的產品應用。
電腦、電子石英鐘、用在工業控制的可编程逻辑控制器及數位訊號處理器都是用數位電路所組合而成。
數位電路中常見的模組包括：
- 邏輯閘
- 加法器
- 正反器
- 計數器
- 寄存器
- 數據多工器
- 施密特觸發器

以下是一些高度整合的模組：
- 微處理器
- 微控制器
- 特殊應用積體電路（ASIC）
- 數位訊號處理器（DSP）
- 現場可程式邏輯門陣列（FPGA）

## 散熱和熱管理

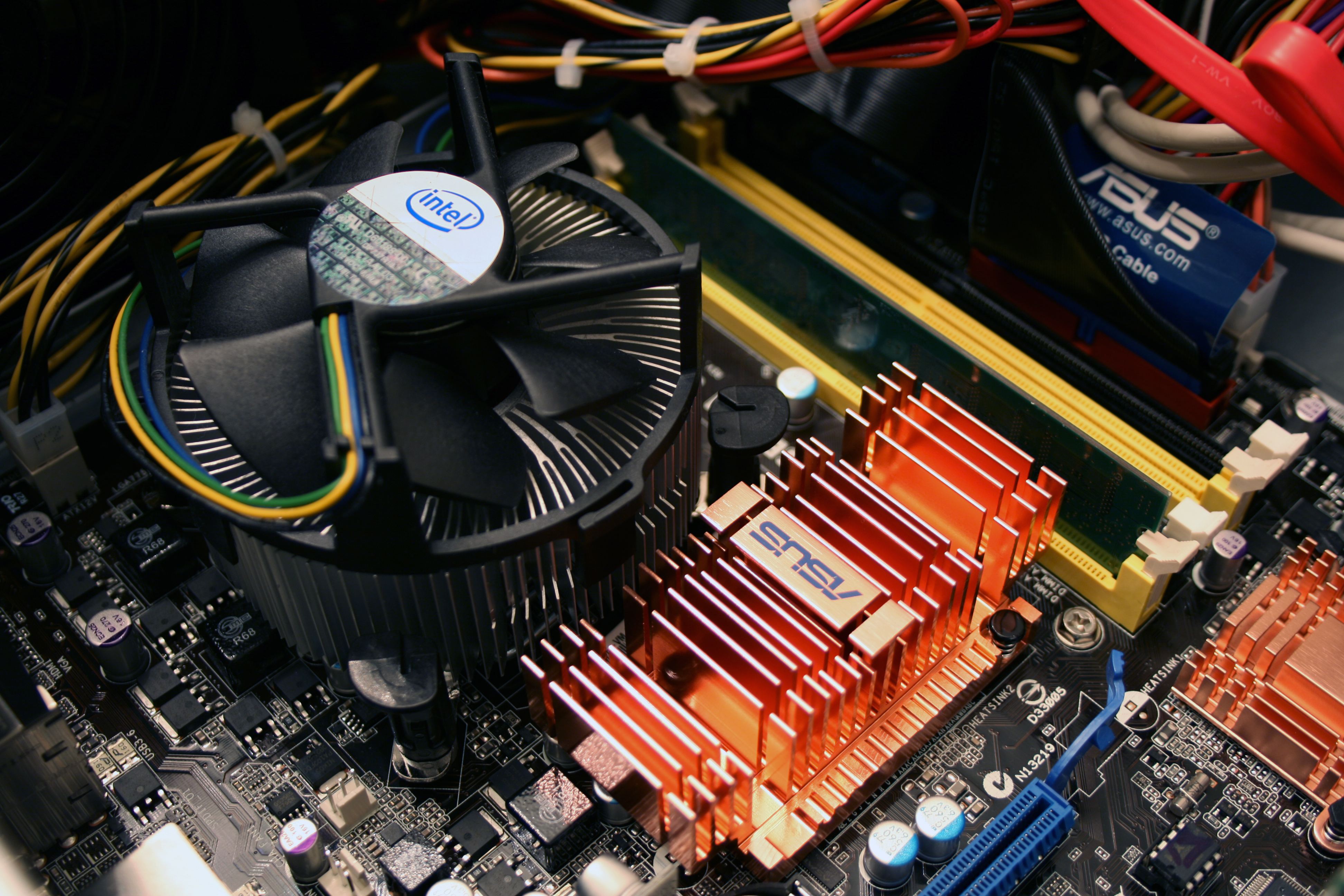
主機板上的散热片和CPU上散热片加風扇組成的散熱模組

電路在運作時會發熱，需利用設備進行散熱，否則會降低可靠度，甚至造成電路的損壞。散熱技術是利用熱傳導、對流、熱輻射的方式散熱，散熱技術中最常見的是用散熱片及風扇，利用空氣來冷卻，有些設備的發熱量大，需要用水冷方式散熱。

## 雜訊
雜訊定義為是在有用信號上的不想要的干擾，可能影響信號內容的傳送。雜訊和電路造成的信號扭曲不完全相同。任何電路都會造成雜訊，雜訊可能是因為電場或磁場而產生，也可能是因為熱而產生（熱雜訊）。這些雜訊可能可以透過調整電路位置或環境（如降低溫度）來改善。而像是散粒雜訊之類的雜訊，是因為物理性質的限制而所產生，這類的雜訊不易透過調整電路或環境來改善。

## 電子學理論
在電子學的研究中，數學方法是不可少的。若要熟悉電子學，也就需要熟悉和電路分析有關的數學，以及電磁學的理論。
電路分析是將電路轉換為許多未知數組成的系統，電路中的物理量（如某節點的電壓或某路徑的電流）變成系統中的未知數，再研究如何求解系統。系統可能是線性的，也可能是非線性的。SPICE電路仿真器是電路分析常用的分析工具。

## 電子學實驗
在電子學的學習過程中，實驗是很重要的一環。實驗可以證明和核實許多相關定理及定律，例如歐姆定律、克希荷夫電路定律等。以往電子學的實驗需要實際的電子設備及零件，但近年來已經有許多電子電路模擬的軟體可以取代實際的實驗，這類的軟體包括了CircuitLogix、Multisim和PSpice等。

## 電腦輔助設計（CAD）
現代的電子工程師可以使用預先定義好的模塊來進行電路設計，這些模塊包括電源、半導體元件（如電晶體）及積體電路等。電子設計自動化軟體包括電路圖製作軟體及印刷电路板設計軟體。常見的電子設計自動化軟體包括NI Multisim、Cadence（OrCAD）、Pads、Altium designer（Protel）等。

## 零件連接方法
隨著時代的不同，連接電子零件的技術也隨之改變。点对点式连接零件是最早期使用的連接方式。後來也有使用「積木型連接」（Cordwood construction）及繞線板來連接零件。現代的電路多半會使用印刷電路板，材質可能是FR-4或是較便宜但較不耐磨的合成樹脂紙FR-2。
近年來開始重視電子零件對人體健康及環境的影響，尤其是銷售到歐盟的電子產品更是如此。歐盟的危害性物質限制指令（RoHS）是限制電子產品的材料及工藝標準，已於2006年7月生效，像傳統焊錫中含有的鉛就是危害性物質限制指令禁用的物質。廢電子電機設備指令（WEEE）則是制訂廢棄電子電機設備收集、回收、再生的目標。WEEE的第二版在2012年8月開始實施。

## 学科体系
- 系统技术
  - 通信
  - 广播
  - 电视
  - 雷达
  - 无线电导航
  - 计算机
- 基础理论和基础技术
  - 电路与电路分析
  - 电波传播
  - 信号处理
  - 信息论
  - 自动控制
- 元件器件与材料工艺
  - 固态电子器件
  - 集成电路
  - 真空电子器件
  - 电子元件
  - 电子材料
- 交叉学科
  - 射电天文学

## 延伸阅读
- The Art of Electronics ISBN 978-0-521-37095-0
- Online course on Computational Electronics （页面存档备份，存于） on Nanohub.org

## 外部連結
- "電子學" - 搜索 Google 圖書
- "Electronics" - 搜索 Google 圖書